# سام شبيغل
سام شبيغل (بالإنجليزية: Sam Spiegel)‏ (و. 1901 – 1985 م) هو منتج أفلام من الولايات المتحدة، والنمسا، توفي في تجمع سان مارتين، عن عمر يناهز 84 عاماً.

## التعليم
تعلم في جامعة فيينا.

## أعمال بارزة
من أهم أعماله:
- لورنس العرب
- نيكولاس وأليكساندرا.

## جوائز وترشيحات
حصل على جوائز منها:
جوائز
- جائزة الأوسكار لأفضل فيلم، عن عمل: جسر على نهر كواي
- جائزة الأوسكار لأفضل فيلم، عن عمل: على الواجهة البحرية
- جائزة الأوسكار لأفضل فيلم، عن عمل: لورنس العرب

ترشيحات
- جائزة الأوسكار لأفضل فيلم، عن عمل: نيكولاس وأليكساندرا

ترشح لـ:
- جائزة الأوسكار لأفضل فيلم، عن عمل: على الواجهة البحرية
- جائزة الأوسكار لأفضل فيلم، عن عمل: لورنس العرب
- جائزة الأوسكار لأفضل فيلم، عن عمل: جسر على نهر كواي
- جائزة الأوسكار لأفضل فيلم، عن عمل: نيكولاس وأليكساندرا.

## وصلات خارجية
- سام شبيغل على موقع IMDb (الإنجليزية)
- سام شبيغل على موقع الموسوعة البريطانية (الإنجليزية)
- سام شبيغل على موقع مونزينجر (الألمانية)
- سام شبيغل على موقع إن إن دي بي (الإنجليزية)
- سام شبيغل على موقع قاعدة بيانات الفيلم (الإنجليزية)

- سام شبيغل في قاعدة بيانات الأفلام على الإنترنت